# Cleveland Cavaliers
Cleveland Cavaliers (znani kot Cavs) so košarkarski klub s sedežem v Clevelandu, Ohio. V NBA so začeli igrati leta 1970 kot razširitvena ekipa in osvojili svoje prvo Vzhodno konferenčno prvenstvo leta 2007.

## Dvorane
- Cleveland Arena (1970-1974)
- Coliseum v Richfieldu (1974-1994)
- Quicken Loans Arena (včasih Gund Arena) (od 1994)

## Znameniti igralci
- Andre Barrett
- Daniel Gibson
- Daniel Green
- J.J. Hickson
- Zydrugas Ilgauskas
- Darnell Jackson
- LeBron James
- Coby Karl
- Rob Kurz
- Jamario Moon
- Luke Nevill
- Shaquille O'Neal
- Anthony Parker
- Leon Powe
- Russell Robinson
- Anderson Varejao
- Darryl Watkins
- Delonte West
- Jawad Williams
- Mo Williams